# In questo piccolo mondo
In questo piccolo mondo (Puttering About in a Small Land) è un romanzo di Philip K. Dick, scritto intorno al 1957 e pubblicato postumo nel 1985. Fa parte dei romanzi non di fantascienza (mainstream) dello scrittore statunitense.

## Trama
Roger e Virginia Lindahl, dopo il loro primo incontro a Washington nel 1944, si trasferiscono in un sobborgo di Los Angeles dove iniziano a gestire un piccolo negozio di elettrodomestici (Modern TV Sales and Services). Quando decidono di mandare il loro figlio asmatico, Gregg, in un collegio privato a Ojai, in California, il loro matrimonio è già entrato in una crisi profonda. 
L'incontro di Roger con Liz Bonner, i cui figli frequentano la stessa scuola di Gregg, sconvolge una vita ritenuta banale e insoddisfacente. E alla fine non sarà più possibile tornare indietro.

## Elementi autobiografici
La vicenda imprenditoriale di Roger e Virginia è ispirata alle prime esperienze lavorative di Dick in due negozi di dischi a Berkeley, negli anni quaranta. All'epoca questo tipo di attività vendevano anche radio e i primi televisori e fornivano assistenza tecnica.
Questo elemento si ritrova anche in altri romanzi:
- in Voci dalla strada e in Radio libera Albemuth Stuart Hadley e Nick Brady sono commesso in negozi simili;
- in Cronache del dopobomba Hoppy Harrington, uno dei protagonisti, è un eccellente riparatore di radio e tv.

## Edizioni
- Philip K. Dick, Puttering About in a Small Land, Academy Chicago Publishers, 1985.
- Philip K. Dick, In questo piccolo mondo, traduzione di Simona Fefè, collana Collezione Dick n° 17, Fanucci, 2003,  p. 352.
- Philip K. Dick, In questo piccolo mondo, collana Collezione Dick, Fanucci, 2007,  p. 304. Edizione speciale venticinquesimo anniversario